# Лю Жэньцзин
Лю Жэньцзи́н (кит. упр. 刘仁静, пиньинь Liú Rénjìng, 4 марта 1902  — 5 августа 1987) — один из основателей КПК, впоследствии троцкист.

## Биография
Будучи студентом Пекинского университета, присоединился к марксистской группе, во главе которой стоял Ли Дачжао. Был очень начитан, Чжан Готао называл его «книжным червём». В июле 1921 года был делегатом на учредительном съезде КПК. В свои 19 лет он был самым молодым участником съезда. Он выступил с предложением включить в партийную программу положение, что только диктатура пролетариата может спасти Китай. В 1922 году он принял участие в 4-м конгрессе Коминтерна. С 1923 по 1925 он был секретарем китайской молодёжной коммунистической организации («комсомола»). Начиная с 1926 года, провёл три года в Советском Союзе, где под фамилией «Ленский» учился в Международной ленинской школе и встал на платформу левой оппозиции.
Возвращаясь в Китай, он познакомился в 1929 году в Париже с Альфредом Росмером, что дало ему возможность встретиться с Троцким в Турции. Работа Троцкого «Политическая обстановка в Китае и задачи большевиков-ленинцев (оппозиции)» обращена к его дискуссии с Лю.
После профсоюзной конференции в мае 1931 года влияние Лю снизилось.
В 1934 году он помог Гарольду Исааксу в сборе материалов при подготовке книги «Трагедия китайской революции». Начиная с 1935 года, когда он был арестован, и до амнистии 1937 года он находился в гоминьдановской тюрьме. Там он сделал заявления о сунь-ятсенизме, которые его товарищи восприняли, как капитуляцию. К весне 1938 года он пытался выступать против Троцкого, чтобы оправдать своё поведение. Позднее он порвал с китайскими троцкистами и стал работать антикоммунистическим пропагандистом.
После китайской революции в 1949 году Лю должен был приспосабливаться к новым обстоятельствам. Он выступил с самокритикой, после чего смог преподавать в Пекинском университете. Во время Культурной революции Лю был арестован и провёл в заключении более десяти лет. В начале восьмидесятых он опубликовал несколько статей в Китае. В 1987 году он умер после ДТП.